# Округ АК Станиславів
Округ Станиславів  (пол. Okręg Stanisławów AK) — структурна одиниця Служби перемоги Польщі, Союзу збройної боротьби, а з 14 лютого 1942 року — Армії Крайової. Кодові назви: «Kawon», «Karaś», «Struga», «Światła».
Округ розвивався у складній ситуації. Його інспекторати були під наглядом НКВД та інших спецслужб. У 1942 та 1943 роках штаб округу був знищений, підпільники арештовані. Для організування нового штабу було відправлено нових офіцерів з Варшави.
В операційних планах Львівського району Армії серед завдань підокругу Станиславів (з 30 червня 1944 року була змінена структура АК) було насамперед пошкодження залізничних колій та інших комунікацій у Прикарпатті. Також розглядалося захоплення Станиславова. Також місцеві підрозділи повинні були охороняти польське населення.
На початку березня 1944 року станиславському окрузі було 5 000 осіб в рядах Армії Крайової та 2 000 цивільних в підрозділах самооборони. Всього було 90 повних взводів та 16 неповних («скелетових» з 16-25 осіб). Проте озброєно було лише 32 % особового складу.

## Організаційна структура
- Інспекторат Станиславів
- Інспекторат Коломия
- Інспекторат Стрий
- Окрема область Станиславів-Місто[1]

30 червня 1944 року комендатура району Львів своїм наказом реорганізувала галицькі округи. Округ Станиславів став підокругом, а до його складу тепер входили:
- Інспекторат Стрий
- Інспекторат Дрогобич
- Окрема область Станиславів
- Дунаїв

Командування округу було перенесено до Львова.